# Pseudoanthidium livingstonei
Pseudoanthidium livingstonei is een vliesvleugelig insect uit de familie Megachilidae. De wetenschappelijke naam van de soort is voor het eerst geldig gepubliceerd in 1936 door Cockerell.